# Laccobius teneralis
Laccobius teneralis är en skalbaggsart som beskrevs av Cheary 1971. Laccobius teneralis ingår i släktet Laccobius och familjen palpbaggar. Inga underarter finns listade i Catalogue of Life.